# Edmond L'Hotte
Edmond L'Hotte (Versailles, 10 janvier 1892 - Paris, 11 juin 1970) était un militaire et cavalier français. Il a participé à l' épreuve de saut d'obstacles individuel aux Jeux olympiques d'été de 1920.
Petit-neveu d'Alexis L'Hotte, il fait également carrière dans la cavalerie : en 1916, il est lieutenant au 17e régiment de chasseurs à cheval, puis en 1923 il est lieutenant instructeur à l'Ecole spéciale militaire de Saint-Cyr.  
Il participe à l'épreuve de saut d'obstacles individuel aux Jeux olympiques de 1920 à Anvers, sur un cheval nommé Kabyle ; il s'y classe médiocrement, en dixième position.  
En 1924 capitaine au 30e régiment de dragons, et l'année suivante au 22e régiment de spahis.  
Le 18 juin 1940, ayant le grade de commandant, il est provisoirement à la tête du 3e régiment d'automitrailleuses lorsque la poignée d'hommes subsistante est capturée par les Allemands à Saint-Fraimbault, dans l'Orne. 

## Distinctions
- Commandeur de la Légion d'honneur (22 octobre 1959)[8]
- Croix de guerre 1914–1918
- Croix de guerre 1939–1945
- Médaille interalliée de la Victoire
- Médaille commémorative de la guerre 1914–1918

## Sources
1. ↑  Acte de décès (avec date et lieu de naissance) à Paris 5e, n° 375, vue 18/31.
2. ↑  « Avis mortuaire », Journal de la Meurthe et des Vosges,‎ 10 juillet 1916
3. ↑  « L'Ouest-Éclair », sur Gallica, 11 mars 1923 (consulté le 7 novembre 2023)
4. ↑  « Edmond L'Hotte », Olympedia (consulté le 11 août 2021)
5. ↑  « Le Messin : organe des intérêts lorrains ["puis" journal républicain démocrate "puis" quotidien régional d'information] », sur Gallica, 12 janvier 1924 (consulté le 7 novembre 2023)
6. ↑  « L'Est Républicain », sur kiosque.limedia.fr (consulté le 7 novembre 2023)
7. ↑  Jacques Weygand, « LE 3 e RÉGIMENT D'AUTOS-MITRAILLEUSES », Revue des Deux Mondes (1829-1971), vol. 72, no 2,‎ 1942, p. 148–165 (ISSN 0035-1962, lire en ligne, consulté le 7 novembre 2023)
8. ↑  « Recherche - Base de données Léonore », sur www.leonore.archives-nationales.culture.gouv.fr (consulté le 8 février 2024)